# Sy Johnson
Sy Johnson (New Haven (Connecticut), 15 april 1930 – 26 juli 2022) was een Amerikaanse jazzpianist en arrangeur van de modernjazz.

## Biografie
Johnson speelde jazz op de middelbare school en studeerde later muziek. Daarna verhuisde hij naar Los Angeles waar hij werkte als freelance arrangeur onder andere met Paul Bley en Ornette Coleman. In 1960 speelde hij twee weken in New York in de band van Charles Mingus. Hij had destijds ook zijn eigen trio, speelde met het octet van Rod Levitt en begeleidde de zangeres Yolande Bavan.
Van 1971 tot 1978 werkte Johnson opnieuw voor de kleinere formaties van Mingus (Changes Two, 1974) en zijn bigband-projecten, zoals in het Columbia-album Let My Children Hear Music uit 1971, waaraan ook James Moody, Charles McPherson en Julius Watkins deelnamen. Johnson moest toentertijd, om het arrangement voor de compositie The Shoes of Fisherman’s Wife are Some Jive Ass Slippers te schrijven, de oude opname van de plaat Music Written for Monterey... uit 1965 afluisteren, omdat er geen noten meer aanwezig waren, deze aanpassen en opnieuw orkestreren. Zijn prestaties in de beste Mingus-spirit werden echter niet gehonoreerd door de bandleider, volgens de Mingus-biografen Horst Weber en Gerd Filtgen, omdat hij deze op de albumhoes Orchestration by Charles Mingus wilde zien, zonder de aanzienlijke arrangeerbijdrage van Johnson te vermelden. In 1972 was hij verantwoordelijk voor het arrangeren van het concert Charles Mingus en Friends in Concert.
Hij werkte ook voor de Thad Jones/Mel Lewis Big Band en Quincy Jones. Van 1975 tot 1979 schreef hij arrangementen voor het negenkoppige ensemble van Lee Konitz en speelde hij piano. In 1984 nam hij deel aan het muzikale concept van de film Cotton Club. Naast zijn werk als muzikant en arrangeur was Johnson ook actief als journalist en fotograaf.
- Gemeinsame Normdatei: 1020347600
- International Standard Name Identifier: 0000 0004 4884 9222
- Library of Congress Control Number: n78065247
- MusicBrainz: 324b9be2-cc3f-421a-9273-427ca180d26b
- Nationale Bibliotheek van Israël: 987007273680805171
- Istituto Centrale per il Catalogo Unico: LO1V341693
- Système universitaire de documentation: 100955282
- Virtual International Authority File: 232557606
- WorldCat: E39PBJgd6TB7RtCBpGwJKMQyVC